# Енсінасола
Енсінасола (ісп. Encinasola) — муніципалітет в Іспанії, у складі автономної спільноти Андалусія, у провінції Уельва. Населення — 1582 особи (2010).

## Географія
Муніципалітет розташований на португальсько-іспанському кордоні.
Муніципалітет розташований на відстані близько 370 км на південний захід від Мадрида, 100 км на північ від Уельви.

## Демографія
Динаміка населення (INE ):